# Jarzé Villages
Jarzé Villages község Franciaország Loire mente régiójában, Maine-et-Loire megyében. Új községként 2016. január 1-jén jött létre Beauvau, Chaumont-d’Anjou, Jarzé és Lué-en-Baugeois község egyesítésével. Lakosainak száma 2792 fő (2022. január 1.).

## Népesség
| Lakosok száma | 2742 | 2746 | 2752 | 2766 | 2785 | 2792 |
|               | 2017 | 2018 | 2019 | 2020 | 2021 | 2022 |